# ماروجالا
ماروجالا (به لاتین: Marojala) یک منطقهٔ مسکونی در ماداگاسکار است که در سامباوا واقع شده‌است. ماروجالا ۱۳٬۰۰۰ نفر جمعیت دارد.